# L'amante di Paride
Pour plus de détails, voir Fiche technique et Distribution.
L'amante di Paride est un film à sketches italien de Marc Allégret et Edgar G. Ulmer, sorti en 1954.

## Synopsis
Pendant une fête de mariage réunissant trois belles femmes, un jeune homme doit choisir la plus charmante d'entre elles. Un professeur intervient alors pour empêcher le verdict, se souvenant des lointain troubles qu'un pareil jugement causa dans situation similaire par un certain Pâris.

## Fiche technique
- Titre original : L'amante di Paride
- Réalisation : Marc Allégret, Edgar G. Ulmer
- Scénario : Marc Allégret, Hugh Gray, Æneas MacKenzie, Vittorio Nino Novarese, Roger Vadim et Salka Viertel
- Direction artistique : Mario Chiari, Virgilio Marchi
- Décors : Virgilio Marchi, Mario Chiari
- Costumes : Vittorio Nino Novarese
- Photographie : Fernando Risi, Desmond Dickinson
- Son : Kurt Doubrosky, Mario Messina
- Montage : Manuel del Campo
- Musique : Nino Rota
- Production : Hedy Lamarr, Victor Pahlen
- Société de production : Cino Del Duca Produzioni Cinematografiche Europee
- Société de distribution : Cino Del Duca Produzioni Cinematografiche Europee
- Pays d’origine :  Italie
- Langue originale : italien
- Format : couleur (Technicolor) — 35 mm — 1,37:1 — son Mono
- Genre : Comédie dramatique
- Date de sortie : 
  - Italie : 24 décembre 1954

## Distribution
- Hedy Lamarr : Hedy Windsor / Hélène de Troie / Impératrice Joséphine / Geneviève de Brabant

sketch L'amante di Paride
- Massimo Serato : Pâris
- Alba Arnova : Vénus
- Elli Parvo : Junon
- Cathy O'Donnell : Enone
- Piero Pastore : Simon
- Enrico Glori : Priam
- Robert Beatty : Ménélas
- Anna Amendola : Minerve
- Guido Celano : Jupiter
- Serena Michelotti : Cassandre

sketch I cavalieri dell'illusione
- Cesare Danova : le comte Siegfried
- Terence Morgan : Golo
- Richard O'Sullivan : Benoni
- John Fraser : Drago

sketch Napoléon et Joséphine
- Gérard Oury : Napoléon Bonaparte
- Milly Vitale : Marie-Louise